# Кампијано II (Гросето)
Кампијано II је насеље у Италији у округу Гросето, региону Тоскана.
Према процени из 2011. у насељу је живело 56 становника. Насеље се налази на надморској висини од 524 м.